# Baudouin des Auteus
Baudouin des Auteus, in latino Balduinus de Altaribus (fl. XIII secolo), è stato un troviero piccardo attivo all'inizio del XIII secolo, probabilmente originario di Autheux, nei pressi di Doullens.
I due componimenti poetici a lui attribuiti sono entrambi contesi per quanto concerne la loro autorialità."
La canzone M'ame et mon cors doing a celi viene documentata con due diverse melodie, una nella tradizione del manoscritto della BnF F-Pa 5198 e un'altra nel Chansonnier du Roi e nel Chansonnier de Noailles. La seconda melodia è non-ripetitiva, mentre il componimento poetico è isometrico. L'altra canzone ascritta in alcuni manoscritti a Baudouin è Avril ne mai, froidure ne let tans, ugualmente isometrica, decasillabica, con stanze di otto versi. Sebbene venga anche ascritta a Gace Brulé, l'attribuzione a Baudouin è più verosimile.
Venne una volta suggerito che Baudouin des Auteus fosse lo stesso Baudouin che partecipò in alcuni jeux partis con Teobaldo I di Navarra, ma ciò non è verificabile.